# Рясненский сельсовет (Витебская область)
Рясненский сельсовет — упразднённая административная единица на территории Сенненского района Витебской области Белоруссии.

## История
29 апреля 2004 года сельсовет упразднён. Населённые пункты включены в состав Немойтовского сельсовета.

## Состав
Рясненский сельсовет включал 22 населённых пункта:
- Андрейчики
- Богданово
- Бобоедово
- Будно
- Васильково
- Вейно
- Воронино
- Климовичи
- Кожемяки
- Комарово
- Кузьмино
- Можулево
- Пацково
- Первомайская
- Пурплево
- Рай
- Рясно
- Секирино
- Серкути
- Сычево
- Тесище
- Чутьки